# Remo Ranieri
Remo Ranieri (Fontanellato, 30 ottobre 1894 – Fidenza, 30 ottobre 1967) è stato un dirigente d'azienda italiano.

## Biografia
Remo Ranieri entrò nel Partito Nazionale Fascista (PNF) dopo essersi candidato al Consiglio comunale nelle liste del Partito Popolare Italiano a Borgo San Donnino (Fidenza), divenendo in seguito uno dei più noti esponenti fascisti del parmense fino ad inizio anni trenta.
Nel 1922 diventò assessore e nell'agosto 1922 partecipò agli scontri di Parma.
Fu protagonista di duri scontri all'interno dello stesso PNF fra la fazione normalizzatrice e quella intransigente, arrivando a dimettersi dal partito nel 1925 dopo l'iscrizione al PNF dell'ex sindaco di Parma il liberale Luigi Lusignani. Nel novembre assunse la guida dei fascisti dissidenti di Parma. Ranieri fu pertanto espulso da Farinacci per "gravi e continui atti di indisciplina".
Nel dicembre 1925 la federazione parmense fu commissariata dal vicesegretario nazionale Renato Ricci che decise l'espulsione di Lusignani e nell'aprile la segreteria fu assunta dal console della MVSN Raul Forti.
Il nuovo segretario nazionale Augusto Turati, succeduto a Roberto Farinacci, nominò Raul Forti nuovo federale e decise la riammissione di Ranieri. Ranieri e Forti insieme allontanarono dal partito tutti gli esponenti farinacciani
Rientrato nel PNF, nel 1926 divenne comandante della 74ª Legione CC.NN. "Taro" di Borgo San Donnino al posto del seniore Angiolo Carrara Verdi. In seguito assunse l'incarico di segretario federale parmense (1927-1929), ispettore nazionale (1927-1931), membro della direzione nazionale del partito (1931-1932) e continuò ad essere deputato della provincia di Parma fino al 1934, quando lasciò l'attività politica per dedicarsi all'industria nel ramo caseario e conserviero.
Fu volontario nel secondo conflitto mondiale prendendo parte alla campagna del Nordafrica.
Dopo l'armistizio dell'8 settembre 1943 non aderì alla Repubblica Sociale Italiana (RSI). Nel dopoguerra subì un processo per "atti rilevanti" a seguito del suo passato di fascista.